# Велошоссейный кубок Бельгии

Логотип турнира в период с 2016 по 2017 год когда он назывался Napoleon Games Cycling Cup

Велошоссейный кубок Бельгии (спонсорское название: нидерл. Bingoal Cycling Cup) — сезонный турнир из самостоятельных бельгийских шоссейных велогонок, проводящийся с 2016 года.

## История
В 2016 году для привлечения внимания и поднятия значимости местный гонок по аналогии с Италией и Францией был создан «Велошоссейный кубок Бельгии». Его спонсором которого стала компания Napoleon Games, что было отображено в его названии — Napoleon Games Cycling Cup.
Перед началом 2019 года титульным спонсором становится компания Bingoal, что повлекло и смену названия турнира на Bingoal Cycling Cup.
В календарь Кубка входят ряд бельгийских однодневных гонок, одновременно входящие в календарь UCI Europe Tour и имеющие категорию .HC или .1. Это позволяет выступать на всех гонках командам категории WorldTeam, а также проконтинентальным и континентальным командам. Их количество может меняться каждый год. 
Организатором выступает компания Pro Cycling Events бывшего велогонщика Ника Нёйенса.
Изначально с 2016 года по итогам турнира разыгрывалось три классификации — индивидуальная, молодёжная  (до 23 лет) и командная. С 2019 года разыгрывается только одна классификация — индивидуальная. Победитель каждой определяется по наибольшей сумме набранных очков.

### Гонки
В разные годы в календарь Кубка входили следующие гонки: 
- Бенш — Шиме — Бенш
- Гран-при Ефа Схеренса
- Дварс дор Вест-Фландерен
- Дварс дор хет Хагеланд
- Натионале Слёйтингспрейс
- Ле-Самен
- Тур де Еврометрополь
- Чемпионат Фландрии
- Халле — Ингойгем
- Хандзаме Классик
- Хейстсе Пейл

## Регламент

### Индивидуальная классификация
Гонщики получают очки за итоговые места по итогам гонки. Кроме того на всех гонках присутствуют три промежуточных финиша, на каждом из которых первые три гонщика получают 3, 2 или 1 очко соответственно. Если два и больше гонщиками имеют равные очки, то выше будет классифицироваться спортсмен занявший больше первых мест, затем вторых и третьих мест. В случае дальнейшего паритета, учитываются результаты последней гонки. Итоговая классификация по убыванию набранных очков в течение сезона. 
| Место на гонке | Место на гонке  | 1   | 2  | 3  | 4  | 5  | 6  | 7  | 8  | 9  | 10 | 11 | 12 | 13 | 14 | 15 | 16 | 17 | 18 | 19 | 20 |
| Очки           | Сезон 2016-2018 | 100 | 85 | 72 | 60 | 50 | 45 | 40 | 35 | 30 | 25 | 20 | 18 | 16 | 14 | 12 | 10 | 8  | 6  | 4  | 2  |
| Очки           | Сезон 2019-     | 16  | 14 | 13 | 12 | 11 | 10 | 9  | 8  | 7  | 6  | 5  | 4  | 3  | 2  | 1  |    |    |    |    |    |

### Молодёжная классификация
По итогам каждой гонки очки получают лучшие 10 гонщиков в возрасте до 23 лет. Итоговая классификация по убыванию набранных очков в течение сезона. 
| Место на гонке | Место на гонке  | 1                | 2                | 3                | 4                | 5                | 6                | 7                | 8                | 9                | 10               |
| Очки           | Сезон 2016-2018 | 100              | 85               | 72               | 60               | 50               | 45               | 40               | 35               | 30               | 25               |
| Очки           | Сезон 2019-     | не разыгрывалась | не разыгрывалась | не разыгрывалась | не разыгрывалась | не разыгрывалась | не разыгрывалась | не разыгрывалась | не разыгрывалась | не разыгрывалась | не разыгрывалась |

### Командная классификация
По итогам каждой гонки суммируются места трёх лучших гонщиков каждой команды, занявших места с 1-го по 50-е (топ-50). Итоговое ранжирование команд происходит по возрастанию суммы мест. Очки получают 10 лучших команд. Если таких команд оказалось меньше 10, то сначала происходит аналогичное ранжирование команд у которых в топ-50 попало по два гонщика, а затем по одному. Также 2 очка получает команда, чей гонщик выиграл гонку. Итоговая классификация по убыванию набранных очков в течение сезона. 
| Место на гонке | Место на гонке  | 1                | 2                | 3                | 4                | 5                | 6                | 7                | 8                | 9                | 10               |
| Очки           | Сезон 2016-2018 | 12               | 9                | 8                | 7                | 6                | 5                | 4                | 3                | 2                | 1                |
| Очки           | Сезон 2019-     | не разыгрывалась | не разыгрывалась | не разыгрывалась | не разыгрывалась | не разыгрывалась | не разыгрывалась | не разыгрывалась | не разыгрывалась | не разыгрывалась | не разыгрывалась |

## Призёры
| Год                        | Победитель     | Второй           | Третий              | Молодой гонщик   | Лучшая команда   |
| Napoleon Games Cycling Cup |                |                  |                     |                  |                  |
| -------------------------- | -------------- | ---------------- | ------------------- | ---------------- | ---------------- |
| 2016                       | Тимоти Дюпон   | Дилан Груневеген | Дрис Де Бондт       | Фернандо Гавирия | Lotto Soudal     |
| 2017                       | Яспер де Бёйст | Кенни Дехас      | Гийом Ван Кейрсбулк | не разыгрывалась | Lotto NL-Jumbo   |
| 2018                       | Тимоти Дюпон   | Шон Де Би        | Яспер Стёйвен       | не разыгрывалась | не разыгрывалась |
| Bingoal Cycling Cup        |                |                  |                     |                  |                  |
| 2019                       |                |                  |                     |                  |                  |